# Gnophos pullaria
Gnophos pullaria är en fjärilsart som beskrevs av Jacob Hübner. Gnophos pullaria ingår i släktet Gnophos och familjen mätare. Inga underarter finns listade i Catalogue of Life.